# Parita (distrito)
Parita é um distrito da província de Herrera, Panamá. Possui uma área de 364,10 km² e uma população de 8.827 habitantes (censo 2000), perfazendo uma densidade demográfica de 24,24 hab./km². Sua capital é a cidade de Parita.